# Alstroemeria pelegrina
Alstroemeria pelegrina är en alströmeriaväxtart som beskrevs av Carl von Linné. Alstroemeria pelegrina ingår i släktet alströmerior, och familjen alströmeriaväxter. Inga underarter finns listade i Catalogue of Life.

## Bildgalleri

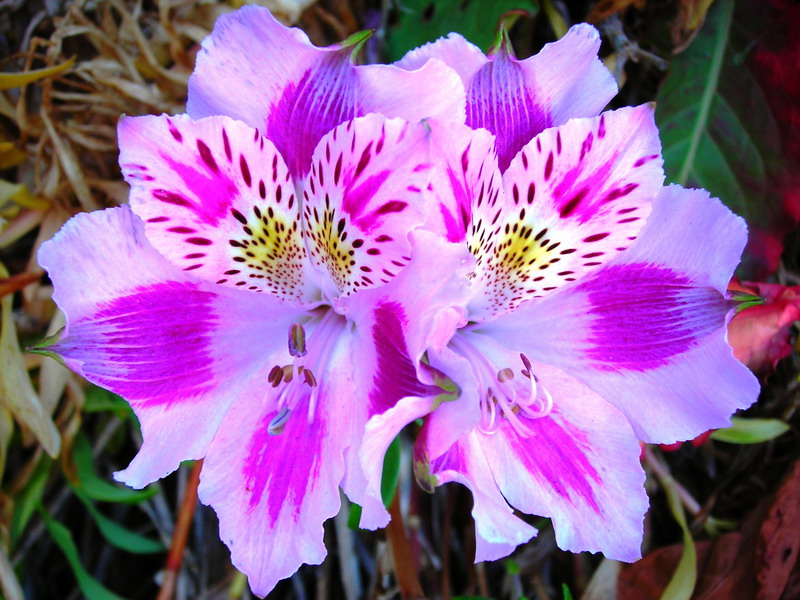
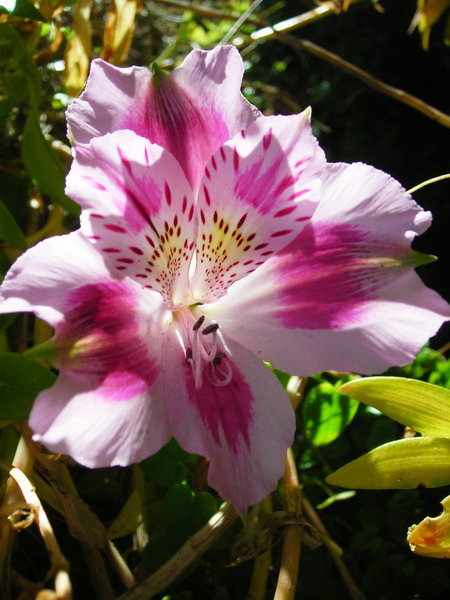
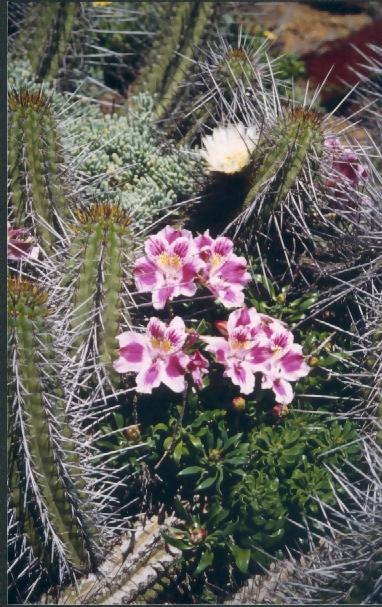
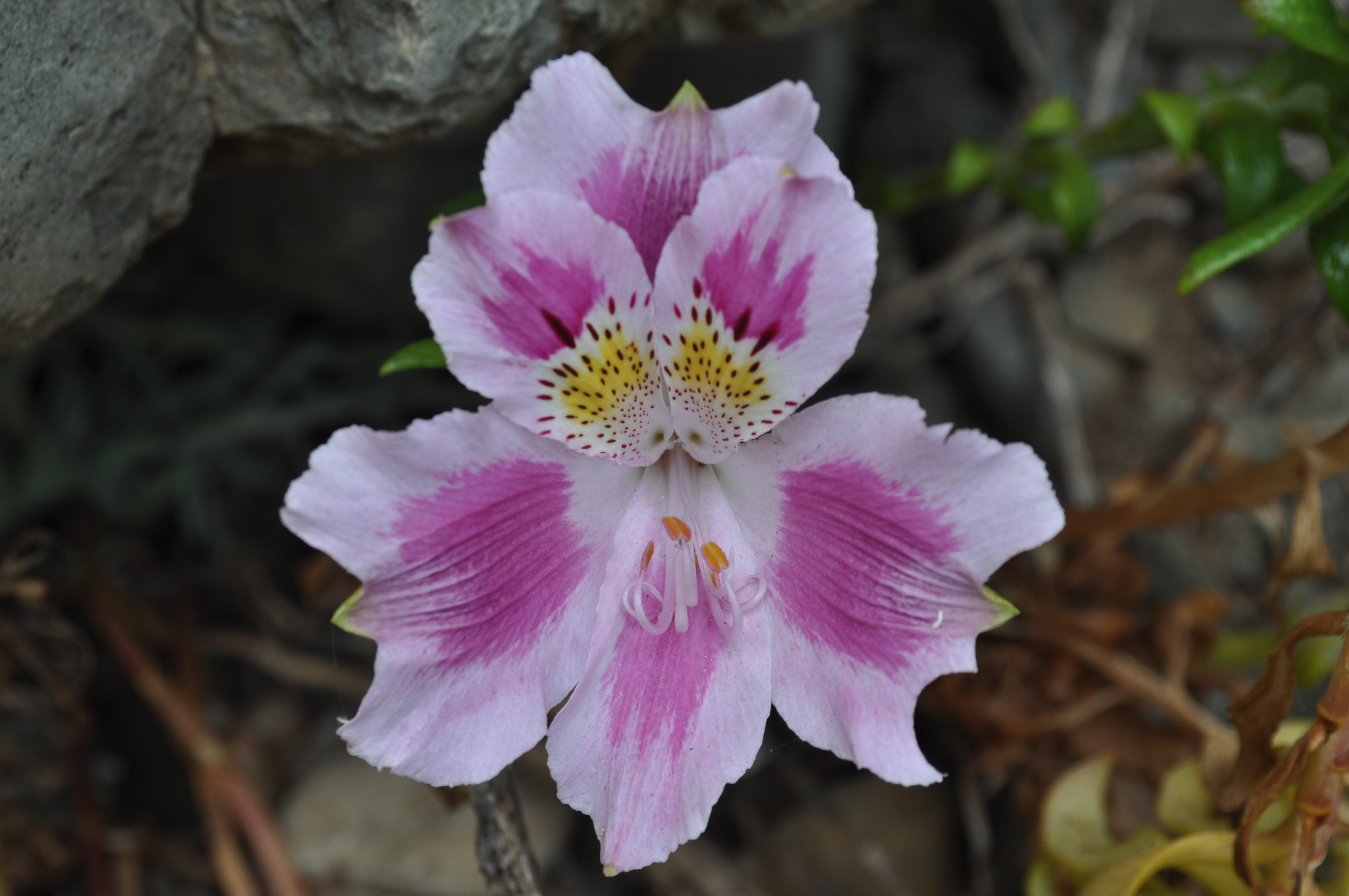
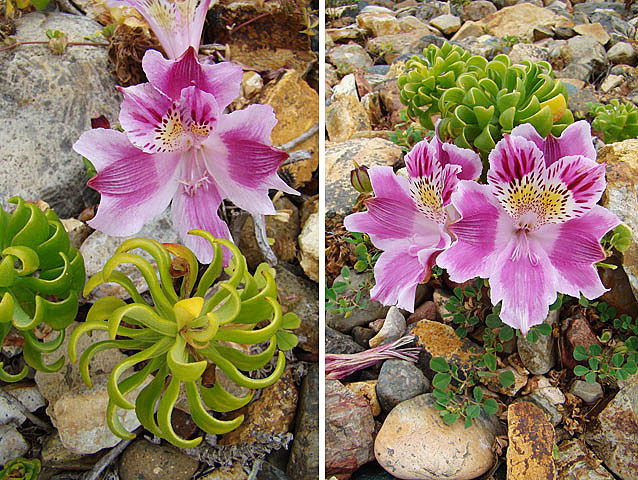